# ننور (مقاطعة بانة)
ننور (بالفارسية: ننور) هي قرية تقع في إيران في قسم ننور الريفي. يقدر عدد سكانها بـ 679 نسمة بحسب إحصاء 2016.